# Pelican Point
Der Pelican Point ist eine Landspitze an der Nordküste der Insel Südgeorgien im Südatlantik. Sie liegt auf der Nordseite der Einfahrt zum Ocean Harbour. Ihr vorgelagert ist der Cabrial Rock.
Das UK Antarctic Place-Names Committee benannte sie 2009 nach dem Walfangschiff Pelican im Besitz der norwegischen A/S Ocean Whaling Company, das als eines der ersten Schiffe die Walfangstation im Ocean Harbour anlief.